# Under the Kilt
Under the Kilt er det andet studiealbum fra den dansk-svenske bubblegum dance-musiker Jonny Jakobsen. Albummet blev udgivet under hans pseudonym Dr. Macdoo i 2001.
Albummet er bedst kendt for titelnummeret "Under the Kilt" og "Macahula Dance", som der begge blev filmet en musikvideo til. Begge sange blev udgivet som singler. Titelnummeret er en parodi på Scotland the Brave.
Ved udgivelsen modtog Under the Kilt blandede reaktioner fra fans af Jakobsens tidligere album Rice & Curry under navnet Dr. Bombay. Sangene blev generelt opfattet som værende af lavere kvalitet end det foregående album.

## Spor
1. "Intro" – 0:36
2. "Family Macdoo" – 3:11
3. "Macahula Dance" – 3:03
4. "Loch Ness" – 3:12
5. "Under The Kilt" – 3:13
6. "Hokey Pokey Man" – 3:05
7. "Highland Reggae" – 3:27
8. "Scottish Ghost (Extra Extra)" – 3:02
9. "Mayday Mayday" – 3:13
10. "Mad Piper" – 3:18
11. "Bagpipesong" – 2:57
12. "(Grandfather) Mac Macdoo" – 3:07
13. "Outro" – 1:36